# 多屋頼俊
多屋 頼俊（たや らいしゅん、1902年5月3日 - 1990年7月13日）は、日本の国文学者。仏教文学会主宰。大谷大学研究科修了、京都大学委託研究生。
仏教的な見地から『源氏物語』を研究し、「源氏物語の思想」として世に問う。和讃の定義を初めてした学者で、現在までこの定義は生きている。真宗の僧として最高の学階講師に任じられた。

## 経歴
- 1902年（明治35年） 福井県金津町吉崎の法栄寺の三男として出生
- 1906年（明治39年） 吉崎から母子は北海道中富良野町の法栄寺の父のもとへ
- 1927年（昭和2年）大谷大学文学部卒業。同年、研究科入学
- 1929年（昭和4年）大谷大学専門部教授
- 1930年（昭和5年）大谷大学研究科修了
- 1931年（昭和6年）大谷大学専門部教授を退任
- 1935年（昭和10年）大谷中学教諭
- 1937年（昭和12年）大谷大学予科教授
- 1941年（昭和16年）大谷大学学部助教授
- 1945年（昭和20年）大谷大学学部教授
- 1951年（昭和26年）文学博士の学位を受く
- 1962年（昭和37年）仏教文学研究会を組織し、常任理事に就任
- 1968年（昭和43年）定年により大谷大学教授を退任　同年　再契約し教授となる。同朋大学・花園大学・四天王寺女子大学講師になる
- 1973年（昭和48年）再契約教授の定年により退任。名誉教授の称号授与される
- 1987年（昭和62年）勲四等旭日小綬章
- 1990年（平成2年）7月13日、死去

## 著書
- 1931年（昭和6年） 日本文法綱要（共著） 平野書店
- 1933年（昭和8年） 和讃史概説 法藏館
- 1938年（昭和13年） 校注一言芳談 法藏館
- 1939年（昭和14年） 歎異抄新註 法藏館
- 1943年（昭和18年） 東条義門 有精堂
- 1944年（昭和19年） 歎異抄新註（改版） 法藏館
- 1947年（昭和22年） 源氏物語構想論（共著） 京都大学国文研究室編
- 1949年（昭和24年） 校注歎異抄 法藏館
- 1952年（昭和27年） 源氏物語の思想 法藏館
- 1955年（昭和30年）
  - 仏教学辞典（共著） 法藏館
  - 国語学辞典 東京堂 :和讃・義門等を担当
- 1964年（昭和39年）
  - 親鸞集・日蓮集（共著） 日本古典文学大系 岩波書店
  - 歎異抄略註 法藏館
- 1970年（昭和45年） 青表紙本源氏物語蜻蛉 新典社
- 1971年（昭和46年） 源氏物語の罪障意識 源氏物語講座第5巻 有精堂
- 1974年（昭和49年） 親鸞聖人全消息序説 真宗大谷派宗務所
- 2008年（平成20年） 歎異抄略註（改版）監修：石橋義秀･菊池政和 法藏館 ISBN 978-4-8318-4148-3

## 主な研究論文
- 山田美妙斎について <観照創刊号>
- 東条義門伝稿　<国語と国文学>[2]
- 源信僧都の作と伝えられる和讃の真偽 <大谷学報>
- 春満私考 <史跡と古美術>
- 「日本固有文化」についての疑義 <歴史と地理>
- 定家の人物 <史跡と古美術>
- 和泉式部と誓願寺 <史跡と古美術>
- 小野小町について <史跡と古美術>
- 活語指南成立考 <国語国文の研究>
- 空也上人 <史跡と古美術>
- 和讃の形式 <国語と国文学>
- 来迎の聖衆と二十五菩薩 <歴史と地理>
- 僧正遍照 <史跡と古美術>
- 「男信」の稿本と「撥音仮字考」 <文学>
- 平家物語の組織 <国語と国文学>
- 増鏡に現われたる源氏物語 <国語国文>[3]
- 憶良論 <国語国文>
- 宇治十帖の結末 <国語国文>
- 金沢文庫本伽陀穐集 <仏教研究>
- 光源氏の宿世 <国語国文>
- 紐鏡[4]から友鏡[5]、和語説略図へ <国学院雑誌>
- 源氏物語はいつ作られたか <国語国文>
- 光源氏は除名処分を受けていない <国語国文>
- 移動する和讃 <国語国文>
- 源氏物語における宗教観 <国文学>
- 光源氏と朧月夜の尚侍 <国語と国文>
- 和讃について <日本歌謡集成月報>[6]
- 浮舟と横川の僧都 <文学>

その他多数
※<   >は研究誌・専門雑誌を示す

## 国文学学会に与えた影響
『源氏物語』の解釈として定説になっていた光源氏の須磨への引退は、《「朧月夜尚侍との関係の露見」と「藤壺中宮との密通による自責の念》であるということに対し、「宿世の因縁」と「もののけ」が主原因とした。テキストを正確に読むという手法を尊重し、現代の倫理観で全て処理するというのではなく、『源氏物語』制作時代の思想を先に解明するという多屋博士独特の研究法が高く評価された。昭和15年3月の「源氏物語の宗教思想」は文部省の「精神科学研究奨励金」交付に対する報告論文である。また、浮舟に対する僧都の消息文の解釈についても独自の見解を述べ、源氏物語研究者に論争を巻き起こした。
僧都の消息の「もとの御契りあやまち給はで、愛執の罪をはるかし聞え給ひて」の部分は還俗を勧める「もとのごとく契て愛執の罪をはらせ」という『湖月抄』などの古注を踏襲するのではなく、浮舟に仏を信じ尼の道を誤ることなく精進しなさいという新解釈である。そもそも手紙は当人同士が趣旨を取り違えなければ用が足ることで、第三者が見ても意味不明に記すものであるから、消息のみで研究者が解釈しようとするのは無理である。この新解釈に対し、玉上琢也博士から反対論が出され、しばらくの間互いに論争があった。
多屋説は多屋源氏として注目されたが、賛成する研究者は少なく、また、博士の説を踏襲する弟子もいない（しかし、現実には多屋説によると明記はしていないが、「愛執の罪」「宿世の因縁」のキーワードを新説の如く記述している出版物が10余りあるのも事実である）。「和讃」論に対しては学会は好意的で、反論する研究者はいなく、多くの論文に引用されている。